# Simulium clavibranchium
Simulium clavibranchium är en tvåvingeart som beskrevs av Lutz 1910. Simulium clavibranchium ingår i släktet Simulium och familjen knott. Inga underarter finns listade i Catalogue of Life.